# 力宣德
力宣德（George Carleton Lacy，1888年12月28日—1951年12月11日）是一位美国美以美会传教士，中国大陆最后一任卫理公会会督。

## 生平

### 早年
力宣德于1888年12月28日出生在中国福州。他的父亲力为廉和母亲Emma Nind Lacy，于1887年从密尔沃基来到福州，服务于福州英華書院和美华书局（Methodist Publishing House in China）。他的三个弟弟，力亨利（Henry Veeze Lacy）、力维韬（Walter Nind Lacy）、William Irving Lacy，以及一个妹妹也成为在中国的传教士。力宣德幼年就读于福州和上海的差会学校，后来去美国，1911年获俄亥俄卫斯理大学文学士学位，1913年获加略特聖經學院（Garrett Bible Institute）神學碩士学位，1914年获西北大学文学硕士学位，1928年获加略特聖經學院神学博士学位。

### 传教生涯
在1914年作为美以美会传教士派往中国之前，力宣德曾在伊利诺伊州、底特律和威斯康星州担任牧师。他于1914年9月抵达上海，进入南京语言学校学习后，他担任江西教区监督（1916-1917年，1919-1920年），以及九江同文中學（William Nast College）校长。1918年，他与广州基督教女青年会干事Harriet Lang Boutelle结婚。他们的第一个儿子，Creighton Boutelle Lacy，于1919年7月18日出生在庐山牯岭。
1921年，美以美会差会将力宣德借给美国圣经公会，负责其在华办事处，1933年，与大英圣书公会（British and Foreign Bible Society）联合成立China Bible House。1921年至1941年，他负责在上海办事处翻译和分发多种中国方言的圣经。1928年和1929年，在休假期间，他在纽约协和神学院和纽约哥伦比亚大学学习。1935年他被任命为美以美会和美南监理会中国联合委员会的成员。
1941年，力宣德被选为华中教区会督，被分配到福州 。当他的教区被日本军队侵占时，他被迫在中国内地四处奔走。

### 去世
力宣德的主教任期结束于1949年，但新政权的成立，无法举行大会或选举。他正式辞职，将权力交给陈文渊会督。1950年，所有外国传教士被迫撤离中国，力宣德是唯一未能得到出境许可证的西方人，被新政权软禁在家。在他生命的最后几个月，他一直有病，只有他忠实的厨师被允许见他。1951年12月11日，在孤独中，他因心脏病死于福州協和醫院，他的厨师是唯一被允许参加葬礼的人。力宣德安葬在洋墓亭教会公墓，有一个没有标记的墓碑。1956年，他的遗体被狂热分子挖出来，游街示众。

## 著作
- Jesus for Chinese Youth, 1938[2]
- The Great Migration and the Church in West China, Shanghai, 1941[1]
- The Story of the Foochow Foreign Cemeteries, Foochow, 1951[9]